# 美国国家癌症研究所指定癌症中心
美国国家癌症研究所在全美目前有大约60多家指定癌症中心，目前包括40家综合癌症中心和26家癌症中心（可变动）。除美国外，该所还在德国海德堡有一所联合癌症中心。

## 综合癌症中心
- Dana-Farber癌症中心（英语：Dana–Farber Cancer Institute） (哈佛医学院)
- 紀念斯隆-凱特琳癌症中心（康乃尔大学医学院）
- Sidney Kimmel Comprehensive Cancer Center (约翰·霍普金斯大学)
- 得克萨斯大学德州大學安德森癌症中心
- University of California, San Francisco Comprehensive Cancer Center
- Duke Comprehensive Cancer Center (Durham, NC)
- UNC Lineberger Comprehensive Cancer Center (Chapel Hill, NC)